# Hans-Jürgen Müller (Handballspieler)
Hans-Jürgen „Hansi“ Müller (* 7. Januar 1962 in Zweibrücken) ist ein ehemaliger deutscher Handballspieler.

## Karriere
Müller begann im Alter von sechs Jahren mit dem Handballspielen. Als A-Jugendlicher wechselte er 1980 von der VT Zweibrücken zum Bundesligisten TSV Grün-Weiß Dankersen. Am 7. Dezember absolvierte der Rechtsaußen im Auswärtsspiel beim TSV Milbertshofen sein erstes Bundesligaspiel. Dennoch kam er hauptsächlich in der zweiten Mannschaft zum Einsatz. 1982 schloss er sich dem Regionalligisten VfL Hameln an, mit dem er den Aufstieg in die 2. Bundesliga feiern konnte. Ein Jahr später wurde der Bundesliga-Aufstieg nur knapp verpasst. 1984 wechselte Müller zum amtierenden Deutschen Meister und Pokalsieger TV Großwallstadt. Mit dem Verein wurde er 1987 Pokalsieger und Vizemeister. Nachdem er in der Saison 1987/88 aufgrund einer schweren Rückenverletzung kein Spiel bestreiten konnte, ging er zum TSV Milbertshofen, blieb jedoch nur ein halbes Jahr und schloss sich der SG Wallau/Massenheim an. In der Saison 1990/91 spielte er für den VfL Heppenheim und wechselte danach zurück zur VT Zweibrücken.
Nachdem Müller bereits aus disziplinarischen Gründen vorübergehend nicht für die Junioren-Nationalmannschaft nominiert wurde, ereilte ihn ein ähnliches Schicksal auch nach einer Rumänien-Reise der A-Nationalmannschaft im November 1982. Er hatte gegen ein von Bundestrainer Simon Schobel verhängtes Rauchverbot verstoßen. Sein Debüt feierte er somit erst am 29. Juni 1983 gegen Rumänien im jugoslawischen Kragujevac. Insgesamt absolvierte er 45 Länderspiele, in denen er 65 Tore erzielte. Müller gehörte zum DHB-Kader der B-Weltmeisterschaft 1989.

## Erfolge
- DHB-Pokalsieger 1987
- Deutscher Vizemeister 1987
- Aufstieg in die 2. Bundesliga 1983